# Soucouyant
Eine Soucouyant ist in Trinidad und Tobago ein mythologisches, blutsaugendes Wesen.
Sie erscheint in Gestalt einer Frau, die sich nachts in einen Feuerball verwandelt und in dieser Gestalt zum Haus ihrer Opfer fliegt. Die Soucouyant klopft an die Tür ihres Opfers und bittet es um Salz oder Streichhölzer. Gibt man ihr, wonach sie verlangt, gewinnt sie Macht über die betreffende Person. Steht am Fenster des Hauses ein christliches Kreuz, so soll dies vor dem Einfluss der Soucouyant schützen. Um das Blut ihrer Opfer zu trinken, muss die Soucouyant der Legende nach ihre Haut ablegen.
Der Legende nach kann man sich auch wie folgt vor einer Soucouyant schützen:
- Wirft man eine Handvoll Reis oder andere kleine Teile vor die Tür oder das Fenster, so kann die Soucouyant angeblich den Ort nicht verlassen, bis sie alle Teile gezählt hat. Dauert dieses Zählen bis zum Morgen, stirbt sie ohne ihre Haut im Sonnenlicht.
- Weiß man, wo die Soucouyant ihre Haut über Nacht lässt, kann man diese mit Salz und Pfeffer bestreuen. Wenn die Soucouyant zurückkehrt, hat sich die Haut zusammengezogen, und sie passt nicht mehr hinein.

Die Legende geht zurück auf französischstämmige Einwanderer, die sich auf Einladung der spanischen Krone ab 1783 in großer Zahl auf Trinidad niederließen. Der Vampirglaube der französischstämmigen Einwanderer vermischte sich mit dem Aberglauben ihrer aus Subsahara-Afrika stammenden Sklaven, was u. a. zur Ausprägung des Glaubens an die Soucouyant führte.